# Reynosa Fútbol Club
El Reynosa Fútbol Club fue un club de fútbol situado en la ciudad de Reynosa, Tamaulipas, México; que participó hasta el Clausura 2017 en la Segunda División de México.

## Historia
El club fue fundado en el año de 2012 con el nombre de Reynosa Fútbol Club para jugar en la Segunda División de México. Al principio se había espectado que el equipo sería del Ascenso MX, pero no consiguieron una franquicia por lo cual se tuvo que quedar en la 2ª División Profesional, el equipo debutó en contra de los Dorados de Sinaloa en el estadio Adolfo López Mateos, que en realidad es un estadio de Béisbol, en el cual se vio una aceptación total de la gente. A fines del 2013 el club contrata al paraguayo Cristóbal Cubilla, campeón de la Copa Libertadores de América con Olimpia en 1990, siendo el primer estratega extranjero en dirigir a La Roja.
En el Apertura 2014 de la Liga Premier de Ascenso acabaron en el 15° lugar de la tabla general calificándose a la Copa de Liga Premier donde fueron eliminados en los cuartos de final.
En el Clausura 2015 de la Liga Premier de Ascenso terminaron en el 1° lugar de la tabla general, siendo así su mejor torneo jugado en su corta vida en el fútbol profesional, desde su fundación en el 2012, calificando a la Liguilla Por El Ascenso Liga Premier donde fueron eliminados en la ronda de Semifinales.
En 2017 el club cambia de dueños y pasa a llamarse Atlético Reynosa.

## Año por año
| Temporada     | División     | Posición |
| ------------- | ------------ | -------- |
| Apertura 2012 | 2.ª División | 11       |
| Clausura 2013 | 2.ª División | 12       |
| Apertura 2013 | 2.ª División | 23       |
| Clausura 2014 | 2.ª División | 31       |
| Apertura 2014 | 2.ª División | 15       |
| Clausura 2015 | 2.ª División | 1        |
| Apertura 2015 | 2.ª División | 16       |
| Clausura 2016 | 2.ª División | 7        |
| Apertura 2016 | 2.ª División | 6        |
| Clausura 2017 | 2.ª División | 25       |

## Estadio
A principio de 2012 el alcalde Lic. Everardo Villareal Salinas anunció que el estadio del Reynosa F.C. estaría en la Unidad Deportiva Solidaridad en la que siempre se mantuvo ahí el estadio antiguo, solo que esta vez el estadio tendría su propio nombre que sería «Estadio Reynosa FC», el estadio tendrá una capacidad de 20,000 espectadores y calificaría para estar en el Ascenso MX gracias al estadio que se calcula estará listo completamente en junio de 2019.

## Jugadores

### Máximos goleadores
| Ranking | Nacionalidad      | Nombre            | Años         | Goles |
| ------- | ----------------- | ----------------- | ------------ | ----- |
| 1       | Bandera de México | Pablo Hütt        | 2012/2014    | 18    |
| 2       | Bandera de México | Abraham Ávalos    | 2016         | 13    |
| 3       | Bandera de México | Hilario Tristán   | 2012-13      | 10    |
| 4       | Bandera de México | Dagoberto Mejia   | 2015/2016-17 | 9     |
| 5       | Bandera de México | Francisco Portela | 2012–15      | 9     |

## Entrenadores
- Franco Zúñiga Gómez (Abr 2012 - Ago 2012)
- Mario Pérez Guadarrama (Ago 2012 - Nov 2012)
- Franco Zúñiga Gómez (Nov 2012 - Nov 2013)
- Cristóbal Cubilla  (Nov 2013 - Mar 2014)
- Rubén Alejandro Tanucci (Mar 2014 - Abr 2014)
- Carlos Reynoso (Apr 2014 - Sep 2014 )
- Ramón Villa Zeballos (Sep 2014 -May 2017)